# Demokratische Grüne Partei Ruandas
Die Demokratische Grüne Partei Ruandas (DGPR, englisch Democratic Green Party of Rwanda, französisch Parti vert démocratique du Rwanda, Kinyarwanda Ishyaka Riharanira Demokarasi no Kurengera Ibidukikije) ist eine politische Partei in Ruanda. Amtierender Vorsitzender ist Frank Habineza.

## Parteigeschichte
Die Partei wurde am 14. August 2009 von Frank Habineza als Alternative zur regierenden Ruandischen Patriotischen Front (RPF) im Hotel ex-Novotel in Kigali gegründet. Für die Präsidentschaftswahl 2010 versuchte Habineza vergeblich seine Partei registrieren zu lassen. Der stellvertretende Vorsitzende André Rwisereka wurde ermordet aufgefunden. Parteichef Frank Habineza forderte eine unabhängige Untersuchung. Im August 2010 floh er nach Schweden, kehrte einige Jahre später jedoch in Vorbereitung auf die Parlamentswahl im Jahr 2013 wieder nach Ruanda zurück.
Ein Verfassungsreferendum im Jahr 2015, das es dem Präsidenten möglich machen sollte, für mehr als zwei Amtszeiten zu regieren, versuchte die DGPR zu blockieren, jedoch wurde der Antrag vor Gericht abgelehnt.
Bei der Präsidentschaftswahl 2017 trat Frank Habineza als Kandidat an und erreichte einen Stimmanteil von 0,48 Prozent (32.701 Stimmen). Bei den darauffolgenden Parlamentswahlen im September 2018 gewannen Mitglieder der DGPR erstmals zwei Sitze in der Abgeordnetenkammer. Für die Präsidentschaftswahl am 14. Juli 2024 reichte Frank Habineza erneut seine Kandidatur ein. Für die am selben Tag stattfindende Parlamentswahl reichte die Partei 64 Kandidaturen ein, von denen die Wahlkommission 50 Kandidaten für die Wahlliste akzeptierte. Habineza erreichte bei der Präsidentschaftskandidatur 0,5 Prozent der Stimmen. Die DGPR erreichte in der Parlamentswahl 4,56 Prozent und erhielt erneut zwei Sitze.
Die Partei ist Mitglied der 2010 gegründeten African Greens Federation, eines Dachverbands nationaler Grüner und Umweltparteien in Afrika. Sie ist zudem Mitglied des National Consultative Forum of Political Organizations (NFPO).

## Ziele
Zu den Zielen der Partei gehört es,  mehr Ressourcen für den Umweltschutz bereitzustellen. Zudem sollen die Verteidigungsausgaben gesenkt werden, um mehr Geld für die Landwirtschaft zur Verfügung zu haben.

## Wahlergebnisse
| Jahr | Stimmen | Stimmanteil | Sitze  | Belege        |
| ---- | ------- | ----------- | ------ | ------------- |
| 2018 | 302.778 | 4,55 %      | 2 / 80 | [ 15 ] [ 16 ] |
| 2024 | 405.893 | 4,56 %      | 2 / 80 | [ 11 ]        |

| Jahr | Kandidat       | Stimmen | %    | Position | Belege |
| ---- | -------------- | ------- | ---- | -------- | ------ |
| 2017 | Frank Habineza | 32.701  | 0,48 | 3        | [ 17 ] |
| 2024 | Frank Habineza | 44.479  | 0,5  | 2        | [ 11 ] |

## Parteimitglieder

### Parteivorstand
Parteivorsitzender der 2009 gegründeten grünpolitischen Partei ist Stand Juni 2024 Frank Habineza. Vizepräsidentin ist Carine Maombi und Generalsekretär Jean Claude Ntezimana.

### Parlamentsabgeordnete
Folgende Kandidaten der DGPR sind bei den Parlamentswahlen erfolgreich über die Listenwahl in die Abgeordnetenkammer eingezogen:
- Parlamentswahl 2018[16]
  - Frank Habineza
  - Jean Claude Ntezimana
- Parlamentswahl 2024[11]
  - Jean Claude Ntezimana
  - Carine Maombi

Im Senat sitzt zudem seit 16. Oktober 2020 Alexis Mugisha.

### Ehemalige Mitglieder
- André Rwisereka † 2010